# هاري فيليكس
هاري فيليكس (بالإنجليزية: Harry Felix)‏ هو لاعب كرة قاعدة أمريكي، ولد في 1870 في بروكلين في الولايات المتحدة، وتوفي في 17 أكتوبر 1961 في ميامي في الولايات المتحدة.

## وصلات خارجية
- هاري فيليكس على موقعبيزبول رفرنس.كوم (الدوري الرئيسي) (الإنجليزية)
- هاري فيليكس على موقعبيزبول رفرنس.كوم (الدوري الثانوي) (الإنجليزية)
- هاري فيليكس على موقع مشجعي الرسوم البيانية (الإنجليزية)